# Hans Sammler
Hans Sammler (* 12. September 1900 in Zeitz; † 11. November 1946) war ein deutscher Kommunalpolitiker (SPD, SED). Er war Landrat des Landkreises Auerbach im Vogtland. Er wurde 1946 von der sowjetischen Besatzungsmacht hingerichtet.

## Leben
Der aus der preußischen Provinz Sachsen stammende Sammler wurde Verwaltungsangestellter bei der AOK. 1924 trat er der SPD ein. 1941 schloss er sich der NSDAP an und wurde 1945 wieder SPD-Mitglied. Unter Verschweigen seiner NSDAP-Mitgliedschaft wurde er nach Ende des Zweiten Weltkrieges zum Landrat des Landkreises Auerbach ernannt. Als Delegierter nahm er am 20./21. April 1946 am Gründungsparteitag der SED in Berlin teil. Nach Auerbach zurückgekehrt, blieb er nur noch wenige Wochen im Landratsamt. Wegen des Boykotts des Beschlagnahme-Befehls Nr. 124 der SMAD sowie falscher Angaben im Lebenslauf befahl der Chef der SMAS am 16. Mai 1946 die Absetzung und Verhaftung Sammlers. Am 2. Juni 1946 wurde Hans Sammler inhaftiert und am 7. September 1946 zum Tod durch Erschießen verurteilt. Sein Gnadengesuch wurde im Herbst 1946 abgelehnt. Die Hinrichtung fand möglicherweise in Zwickau statt.
Die Rehabilitierung von Hans Sammler erfolgte 1999.